# Mohamed A. El-Erian

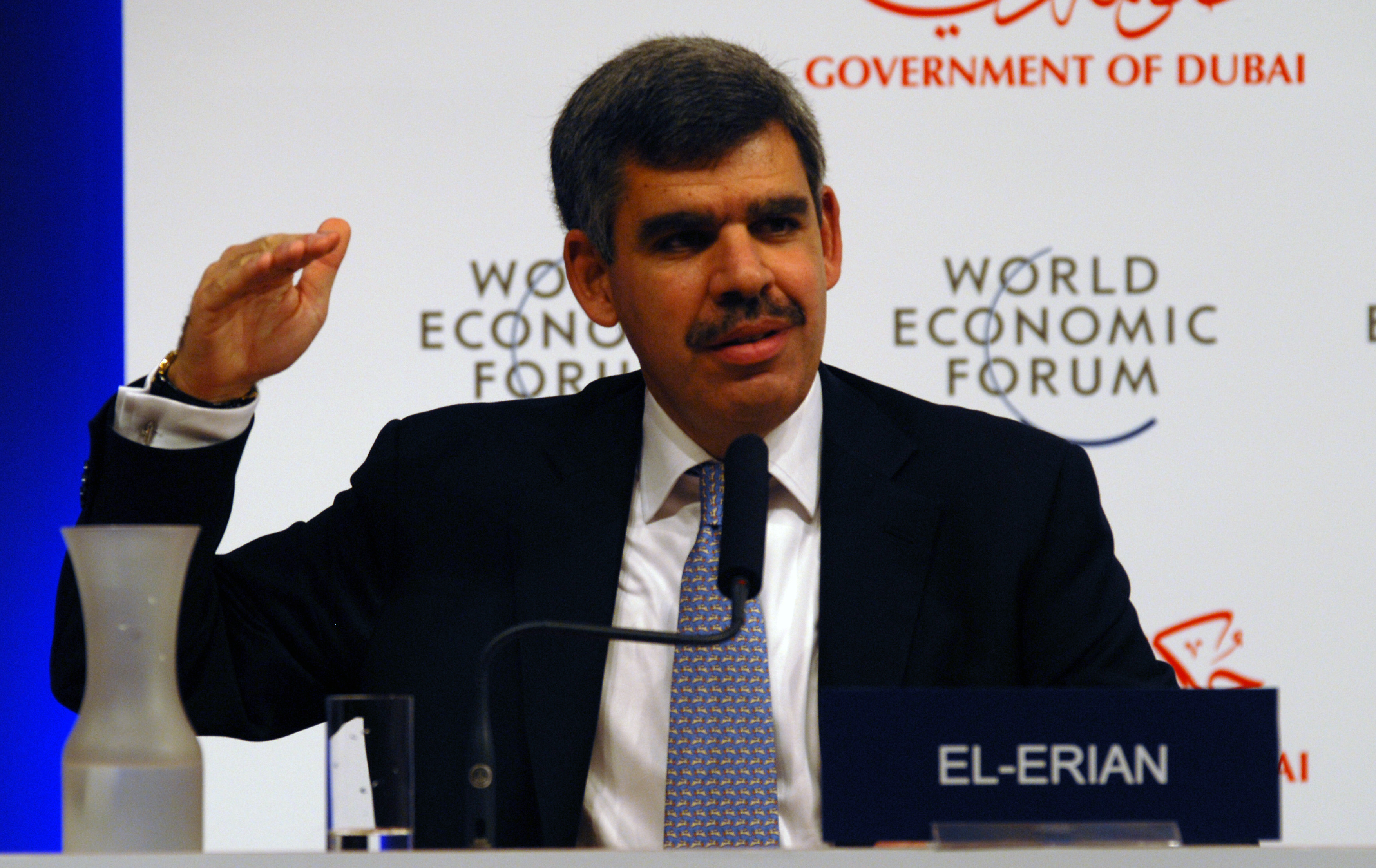
Mohamed A. El-Erian (2008)

Mohamed Aly El-Erian (* 19. August 1958 in New York City) ist ägyptisch-US-amerikanischer Wirtschaftswissenschaftler und seit 2020 Präsident des Queens’ College der Universität Cambridge.

## Leben
Mohamed A. El-Erian wurde in New York als Kind ägyptischer Eltern geboren. Er erwarb 1980 einen Bachelor in Wirtschaftswissenschaft an der renommierten britischen Universität Cambridge. An der Universität Oxford erwarb er 1982 einen Master und 1985 einen Doktor.
Er begann sein Berufsleben 1983 beim Internationalen Währungsfonds in Washington, bei dem er 15 Jahre lang arbeitete. Nach zwei Jahren bei Salomon Smith Barney in London wechselte er 1999 zur US-Investmentgesellschaft PIMCO. Von 2004 bis 2007 war er Geschäftsführer der Harvard Management Company, die das Stiftungsvermögen der Harvard-Universität verwaltet. Im Dezember 2007 wechselte er erneut zu PIMCO, wo er den Vorstandsvorsitz übernahm.
Am 21. Januar 2014 kündigte er an, PIMCO im März 2014 zu verlassen. Er blieb weiterhin Mitglied im International Executive Committee der Muttergesellschaft Allianz und war als Berater u. a. für Präsident Obama tätig. Seit 2019 hat er eine Praxisprofessur an der Wharton School.
El-Erian gilt als Skeptiker hinsichtlich der Wirksamkeit der Politik der Zentralbanken.

## Auszeichnungen
- Financial Times Business Book of the Year Award (2008) für When Markets Collide: Investment Strategies for the Age of Global Economic Change